# بطولة كأس الاتحاد الآسيوي للأندية للسيدات 2001
بطولة الأندية الآسيوية للكرة الطائرة للسيدات 2001 هي النسخة الثالثة من بطولة الأندية الآسيوية، وهي بطولة كرة طائرة نسائية ينظمها الاتحاد الآسيوي لكرة الطائرة (AVC). أقيمت البطولة في مدينة هو تشي منه، فيتنام، في الفترة من 15 إلى 20 مايو 2001. شارك في البطولة ثمانية أندية من مختلف أنحاء آسيا.

## الترتيب النهائي
| المركز | الفريق              |
| ------ | ------------------- |
| الأول  | شنغهاي              |
| الثاني | هيسميتسو سبرينغز    |
| الثالث | إيرو تاي            |
| 4      | راحات سي إس كيه إيه |
| 5      | تويوبو أوركيس       |
| 6      | جياي باي بانغ       |
| 7      | غارودا إندونيسيا    |
| 8      | تشيا يي             |